# Alice ter Meulen
Alice Geraldine Baltina (Alice) ter Meulen (Amsterdam, 4 maart 1952) is een Nederlands taalkundige, logicus en taalfilosoof. Zij is emerita hoogleraar taalfilosofie en linguïstiek aan de Universiteit van Genève.

## Opleiding
Ter Meulen studeerde wijsbegeerte en linguïstiek aan de Universiteit van Amsterdam en haalde op 20-jarige leeftijd haar bachelorsgraad. In 1976 behaalde zij mastersgraden in wijsbegeerte en linguïstiek, alle drie cum laude. In 1980 ontving zij haar doctorsgraad in taalfilosofie aan de Stanford-universiteit. Haar promotores voor de promotie getiteld Substances, quantities and individuals: A study in the formal semantics of mass terms waren wiskundig logicus Jon Barwise en filosoof Julius Moravcsik.

## Biografie en werk
Na haar postdoctoraal onderzoek aan het Max Planck Instituut voor Psycholinguïstiek en de Rijksuniversiteit Groningen werd zij in 1984 universitair docent aan de Universiteit van Washington, waar zij in 1988 een vaste aanstelling kreeg. In 1989 werd zij universitair hoofddocent aan de Universiteit van Indiana (campus Bloomington) in linguïstiek en taalfilosofie. In 1996 werd zij daar bevorderd tot hoogleraar. Voordat zij in 1998 hoogleraar in de moderne Engelse linguïstiek werd aan de Rijksuniversiteit Groningen, gaf zij college aan de Universiteit van Amsterdam en Universiteit Utrecht. In 2004 kreeg Ter Meulen een persoonlijke leerstoel in semantische theorie en cognitieve wetenschappen. Van 2009 tot 2016 was zij hoogleraar aan de Universiteit van Genève, waarna zij emerita werd. 
In 2003-2008 maakte zij deel uit van het bestuur van de Nederlandse Organisatie voor Wetenschappelijk Onderzoek, waar zij zich bezighield met carrièreperspectieven voor vrouwelijke onderzoekers, het werven van minderheden in de wetenschap, financieel toezicht en internationale betrekkingen. Tevens diende zij in talrijke selectiecommissies, internationale beoordelingscommissies voor academische programma's en wetenschappelijke adviesraden.

## Boeken
Ter Meulen is de auteur of co-auteur van:
- Mathematical Methods in Linguistics (met Barbara Partee en Robert E. Wall, Kluwer, 1990).[4][5]
- Representing Time in Natural Language: The Dynamic Interpretation of Tense and Aspect (MIT Press, 1995)[6][7]

Haar bewerkte volumes omvatten onder meer:
- Studies in Modeltheoretic Semantics (De Gruyter, 1983)
- Generalized Quantifiers in Natural Language (met Johan van Benthem, Foris, 1985)[8]
- On Conditionals (met Elizabeth C. Traugott, Judy Snitzer Reilly, and Charles A. Ferguson, Cambridge University Press, 1986)
- The Representation of (in)definiteness (met Eric J. Reuland, MIT Press, 1987)[9]
- Handbook of Logic and Language (met Johan van Benthem, MIT Press, 1997; 2nd ed., Elsevier, 2011)[10]
- The Composition of Meaning: From lexeme to discourse (met Werner Abraham, John Benjamins Publishing, 2004)[11]

## Erkenning
Ter Meulen is in 2000 verkozen als lid van de Koninklijke Nederlandse Akademie van Wetenschappen (KNAW).